# Wiaczesław Serdiuk
Wiaczesław Ołeksandrowycz Serdiuk, ukr. Вячеслав Олександрович Сердюк (ur. 28 stycznia 1985 w Szostce) – ukraiński piłkarz, grający na pozycji obrońcy, a wcześniej pomocnika.

## Kariera piłkarska

### Kariera klubowa
Wychowanek DJuSSz w Szostce, a potem RUFK Kijów, barwy którego bronił w juniorskich mistrzostwach Ukrainy (DJuFL). Potem występował w juniorskiej drużynie Torpedo-Metałłurg, który potem zmienił nazwę na FK Moskwa. W 2004 rozpoczął karierę piłkarską w Dniprze Dniepropetrowsk, w podstawowej jedenastce którego 12 kwietnia 2006 rozegrał pierwszy mecz w Wyższej lidze. W lipcu 2007 został wypożyczony do klubu Naftowyk-Ukrnafta Ochtyrka. W 2008 i 2009 z przerwami również występował na wypożyczeniu w Krywbasie Krzywy Róg. Na początku 2010 Krywbas wykupił piłkarza. 21 czerwca 2013 roku przeszedł do Arsenału Kijów. Po rozformowaniu Arsenału, 1 marca 2014 zasilił skład FK Homel. Na początku lutego 2015 podpisał kontrakt z białoruskim klubem Tarpieda-BiełAZ Żodzino, w którym grał do stycznia 2016.